# M3 motorway (Nordirland)
Der M3 motorway (englisch für ‚Autobahn M3‘) ist eine Autobahn in Nordirland, die im Zentrum von Belfast beginnt und in östlicher Richtung ursprünglichen Plänen zufolge entlang der Bucht von Belfast bis nach Bangor verlaufen sollte. Bis heute wurde davon jedoch hauptsächlich nur die Brücke über den Fluss Lagan realisiert. Die M3 ist momentan sowohl jüngste, als auch kürzeste Autobahn Nordirlands. Verkehrstechnisch gesehen ist sie im derzeitigen Ausbauzustand nicht mehr als eine kurze, östliche Verlängerung der M2 mit Zubringer-Funktion.

## Geschichte
Die großen Ausbaupläne des nordirischen Autobahnnetzes von 1964 sahen den Bau einer Autobahn vom geplanten und nie realisierten Belfaster Autobahnring entlang der Bucht von Belfast bis nach Bangor vor. Bevor jedoch bedingt durch den Nordirlandkonflikt Mitte der 1970er Jahre nahezu sämtliche Autobahnprojekte auf unbestimmte Zeit ausgesetzt wurden, war noch kein einziger Meter dieser Autobahn fertiggestellt worden.
Durch die nie realisierte Autobahn wuchs auf der parallel verlaufenen Fernstraße A2 der Verkehr stetig an. Vor allem die den Fluss Lagan querende Queen's Bridge, die unter anderem die Belfaster Innenstadt mit dem Hafengebiet verband, war dem Verkehr auf Dauer nicht mehr gewachsen. 1987 wurde daher eine neue Brücke über den Lagan geplant. Die Bauarbeiten begannen 1991 und wurden wegen der aufwändigen Verlegung einer querenden Eisenbahntrasse in zwei Phasen bis 1998 dem Verkehr übergeben.
Obwohl die M2 und der kurze neue Abschnitt fast nahtlos ineinander übergehen, auf der gesamten Länge eine Höchstgeschwindigkeit von 50 mph (80 km/h) gilt und die Autobahn nicht auf der 1964 geplanten Trasse verläuft, wurde der neue Abschnitt dennoch als Motorway M3 ausgezeichnet. Trotz ihrer Kürze ist die M3 einer der meist-befahrenen Autobahnabschnitte in Nordirland.

## Ausbaupläne
Während ein vollständiger Weiterbau der M3 bis Bangor als unwahrscheinlich gilt, ist zumindest geplant die anschließende A2 um Sydenham herum zu erweitern und einige Kreuzungen planfrei zu gestalten. Langfristig wäre es daher möglich, dass dieser Abschnitt auch zur Autobahn aufgestuft werden könnte.